# August Hecker
August Hecker (geboren 16. Februar 1871 in Schönlinde, Bezirk Teschen, Österreich-Ungarn; gestorben 11. August 1936 in Morchenstern, Okres Jablonec nad Nisou, Tschechoslowakei) war ein österreichisch-tschechoslowakischer Gewerkschafter und Politiker. 

## Leben
August Hecker stammte aus einer armen Handweberfamilie. Er wurde Textilarbeiter, schloss sich mit fünfzehn Jahren der sozialistischen Arbeiterbewegung an und wirkte als Werber und Redner für die Sozialdemokratische Arbeiterpartei. Hecker war von 1898 bis 1903 Redakteur der sozialistischen Zeitung Nordböhmische Volksstimme in Warnsdorf. Im Jahr 1899 führte er einen Textilarbeiterstreik an. Hecker leitete ein Arbeiterheim in Alt Ehrenberg und war von 1913 bis 1919 Gebietssekretär der Union der Textilarbeiter Österreichs in Asch. 
Nach Gründung der Tschechoslowakei 1918 schloss er sich der Nachfolgepartei Deutsche sozialdemokratische Arbeiterpartei in der Tschechoslowakischen Republik (DSAP) an und war Gausekretär der Textilarbeitergewerkschaft in Reichenberg. Er engagierte sich als Gemeindevertreter in der Kommunalpolitik. Hecker wurde 1920 bei den Parlamentswahlen in den Tschechoslowakischen Senat gewählt und schied am Ende der Legislaturperiode 1925 wieder aus. Von 1928 bis 1933 war er Vizebürgermeister von Reichenberg.